# Festival Brasil de Cinema Internacional
Festival Brasil de Cinema Internacional ou FBCI é um festival de cinema internacional criado em 2013 na Universidade Estácio de Sá, na cidade do Rio de Janeiro.
A sétima edição (2021) será gratuita  e apresentará eventos pesenciais e online.

## Premiação
São distribuídos 11 prêmios pelo Júri oficial do Festival:
- Melhor Ficção
- Melhor Documentário
- Melhor filme Seção “Nosso Planeta”
- Melhor filme Seção “Melhor Idade”
- Melhor filme Seção “Primeira Obra"
- Melhor Diretor
- Melhor Produtor
- Melhor Diretor de Arte
- Melhor Diretor de Fotografia
- Melhor Atriz Principal
- Melhor Ator Principal
- Melhor Atriz coadjuvante
- Melhor Ator coadjuvante
- Melhor Trilha Sonoraz
- Melhor Roteiro
- Melhor Figurino
- Melhor Edição

Além dos prêmios do júri, existe uma premiação através do voto popular que elege 2 categorias: Melhor longa e Melhor curta.